# زمن الأوغاد (مسلسل)
زمن الأوغاد مسلسل لبناني يتحدث المسلسل عن اجتياح الجنوب اللبناني من الاحتلال الإسرائيلي من إخراج يوسف شرف الدين، قصة سيناريو وحوار دكتور خليل شجاع، إنتاج محمد ياسين. في حظر دولي.. بعد شكوى من إسرائيل

## القصة
«زمن الأوغاد» دراما انسانية اجتماعية مستوحاة من كفاح الجنوب اللبناني ضد الاحتلال الاسرائيلي حتى التحرير. فتستحضر زمن الابطال وبصورة خاصة الشهداء منهم. كما هي ملحمة اجتماعية، لكل المشتركين فيها حكايات وصراعات مختلفة بين الخير والشر على مستوى الذات البشرية.

## الممثلين
شارك في التمثيل عدد كبير من الفنانين هم: عبد المجيد مجذوب، عمار شلق، بديع أبو شقرا، مجدي مشموشي، طلال الجردي، علي منيمنة، جمانة شرف الدين، وفاء شرارة، خالد السيد، بيار داغر، وليد علايلي، زياد سعيد، كمال الحلو، عمر ميقاتي، كارمن لبس، هند باز، ميدا مستراح، سامر الغريب، دارينا الجندي، حسن حمدان، ادوار الهاشم، عفيف شيا، سعد حمدان، طلال الشامي، جمال حمدان، ايمن بيطار، علي شقير، فؤاد شرف الدين، رانيا عيسى، سهى قيقانو، مارغو قصار، نادين الراسي، الان زغبي، انطوان بلابان، حسام الصباح، ليلى قمري، باتريك مبارك، فؤاد حسن، هاني احمد، ورد الخال، علي الزين، زياد مكوك، ربى الشريف، عدي رعد، ناتالي عماد، نعمت عساف، كارلوس عازار، سعيد بركات، منى كريم، ناظم عيسى، كمال أبو شقرا، رياض عبد الحق، ماجد صليبي، وسام شيا.
والاطفال: ساره يونس، علاء الزين، حسين يتيم، مصطفى كمال.